# Sten
STEN nebo Sten Gun je samopal britské výroby. Byl navržen v roce 1940 a používán v armádách spojenců během druhé světové války i v poválečném období. Konstruktéry byli Harold John Turpin a major Reginald Vernon Shepherd. Název Sten je zkratkou jejich jmen Shepherd a Harold Turpin a EN pro továrnu Enfield, kde se samopaly vyráběly.

## Vývoj
Britská armáda na začátku druhé světové války byla téměř bez samopalů, proto roku 1940 byla provedena velká objednávka amerického typu Thompson. Zároveň ve státním arzenálu v Enfieldu byla vyvíjena domácí konstrukce. Konstruktéři Reginald V. Shepperd a Harold J. Turpin vyvinuli jednoduchý a levný samopal s minimem obráběných součástí, při jehož výrobě se využívalo lisování a sváření. V roce 1941 byl přijat do výzbroje pod názvem Machine Carbine STEN Mk I.
Sten byl navržen s co nejmenším počtem částí. Nejjednodušší verze měly 47 součástek. Dvouřadý schránkový zásobník s jednořadým vyústěním měl kapacitu 32 nábojů a zasouval se do boku z levé strany. Používal pistolové střelivo 9 mm Luger. Kvůli vzhledu, vycházející z velmi jednoduché konstrukce, je samopal Sten označován jako jedna z nejošklivějších zbraní.

## Nasazení
Mimo Enfield se Sten vyráběl v mnoha jiných zbrojovkách v Británii, Kanadě, Austrálii a na Novém Zélandu. Celkem bylo vyrobeno přibližně 4,5 miliónu kopií různých verzí. Mimo britskou armádu byl používán francouzskými partyzány i členy odboje po celé okupované Evropě. Bylo zjištěno, že se jedná o nespolehlivou zbraň. Sten byl například i ve výzbroji československých parašutistů účastnících se operace Anthropoid (atentátu na Reinharda Heydricha), kde také selhal.
V armádní službě byl do roku 1960, poté byl nahrazen samopalem Sterling.

## Varianty

### STEN Mk I
První verze vyráběná od června 1941 do července 1942 v počtu 100 000 kusů. Samopal měl dřevěné předpažbí, rámovou trubkovou pažbu, sklápěcí přední pažbičku a kompenzátor zdvihu na ústí hlavně.

### STEN Mk II

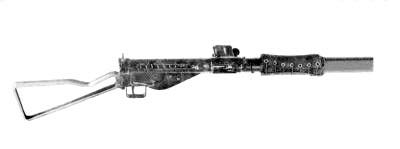
STEN Mk II S s tlumičem

Nejrozšířenější verze vyráběná se dvěma provedeními ramenní opěrky – první varianta byla tvořena rámem z kovového profilu, druhá varianta trubkou s navařenou patkou. Mechanizmus závěru a spoušťového ústrojí zůstal stejný, dřevěné předpažbí bylo zrušeno. Hlaveň s krátkým válcovým pláštěm byla našroubována na pouzdro závěru a dala se snadno oddělit, stejně jako opěrka. Možnost nasazení bodáku do pláště hlavně. Tato verze byla nejrozšířenější. Právě s tímto samopalem byl proveden úspěšný pokus o Atentát na Heydricha, při němž se vzpříčil náboj. Varianta STEN Mk II S měla na hlavni napevno nasazen tlumič zvuku.

### STEN Mk III
Ve výrobě od roku 1943. Pouzdro závěru spolu s pláštěm hlavně se vyráběly v jednom celku technologií strojního svařování. Hlaveň byla spojena s čelem závěrového pouzdra pomocí čepu, čímž se zamezilo četným poruchám funkce u Mk II při nedotažení závitu hlavňové matice. Zůstaly zachovány oba typy ramenních opěrek jako u verze Mk II. Vyráběn byl rovněž v Kanadě. Po verzi Mk II se jednalo o nejrozšířenější verzi.

### STEN Mk IV
Varianta Mk IV byla určena pro výsadkové vojsko. Měla pistolovou pažbičku, zkrácenou hlaveň a sklápěcí ramenní opěrkou. Tato varianta byla vyrobena pouze v několika prototypech.

### STEN Mk V
Finální výrobní verze vycházející z Mk II a vyráběna od roku 1944. Namísto ramenní opěrky měl dřevěnou pažbu, pistolovou rukojeť (část zbraní měla i druhou rukojeť pod hlavní) a celkově byl pečlivěji zpracován. Hlaveň byla opatřena muškou z pušky Lee-Enfield No.4. Na ústí hlavně bylo možno nasadit standardní puškový bodák. V roce byl přidělován výsadkovým jednotkám a po válce se do zavedení samopalu Sterling stal standardním britským samopalem.

### STEN Mk VI
Nepříliš rozšířená varianta s tlumičem zvuku.

### Gerät Postdam a MP3008
Ze samopalů ukořistěných německým vojskem byly během druhé světové války vytvořeny dva typy kopií. Na podzim 1944 byla firmě Mauser zadána objednávka výrobu na 10000 kusů samopalu Sten. Vznikl tak projekt pod označením Gerät Postdam, který se od předlohy liší jen v drobných detailech. Do konce roku 1944 bylo vyrobeno a ozbrojenými silami převzato 9972 kusů. Z dalšího zjednodušení, už tak jednoduché konstrukce samopalu, provedeného Ludwigem Vorgrimmlerem vznikl samopal MP3008 (Gerät Neumunster). Samopal dostal pevnou svislou zásobníkovou šachtu a byla odstraněna šroubovací hlavňová objímka. Této varianty bylo do konce války vyrobeno pouze mezi 3000 a 5000 kusů.

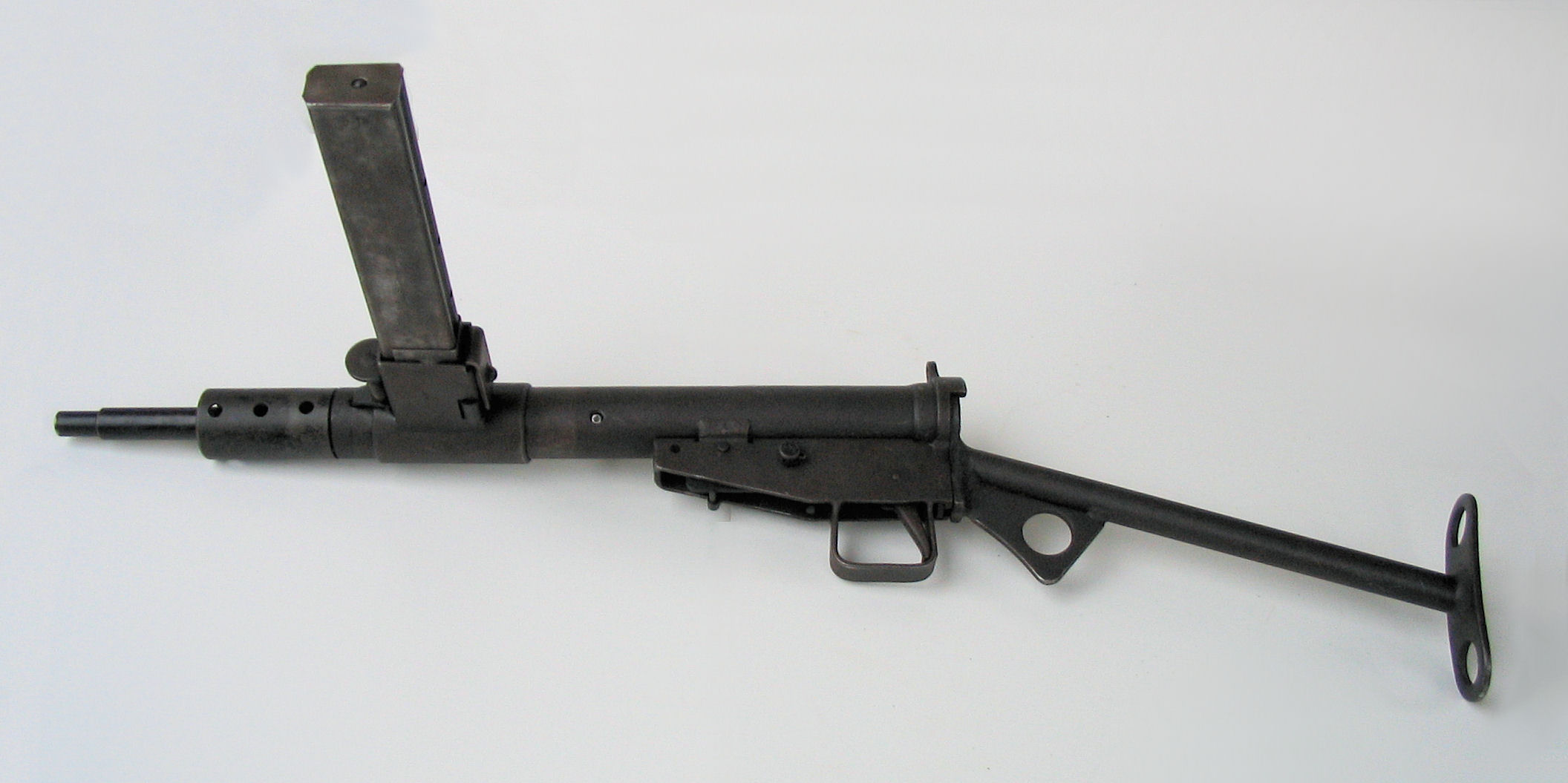
STEN Mk II s trubkovou ramenní opěrkou
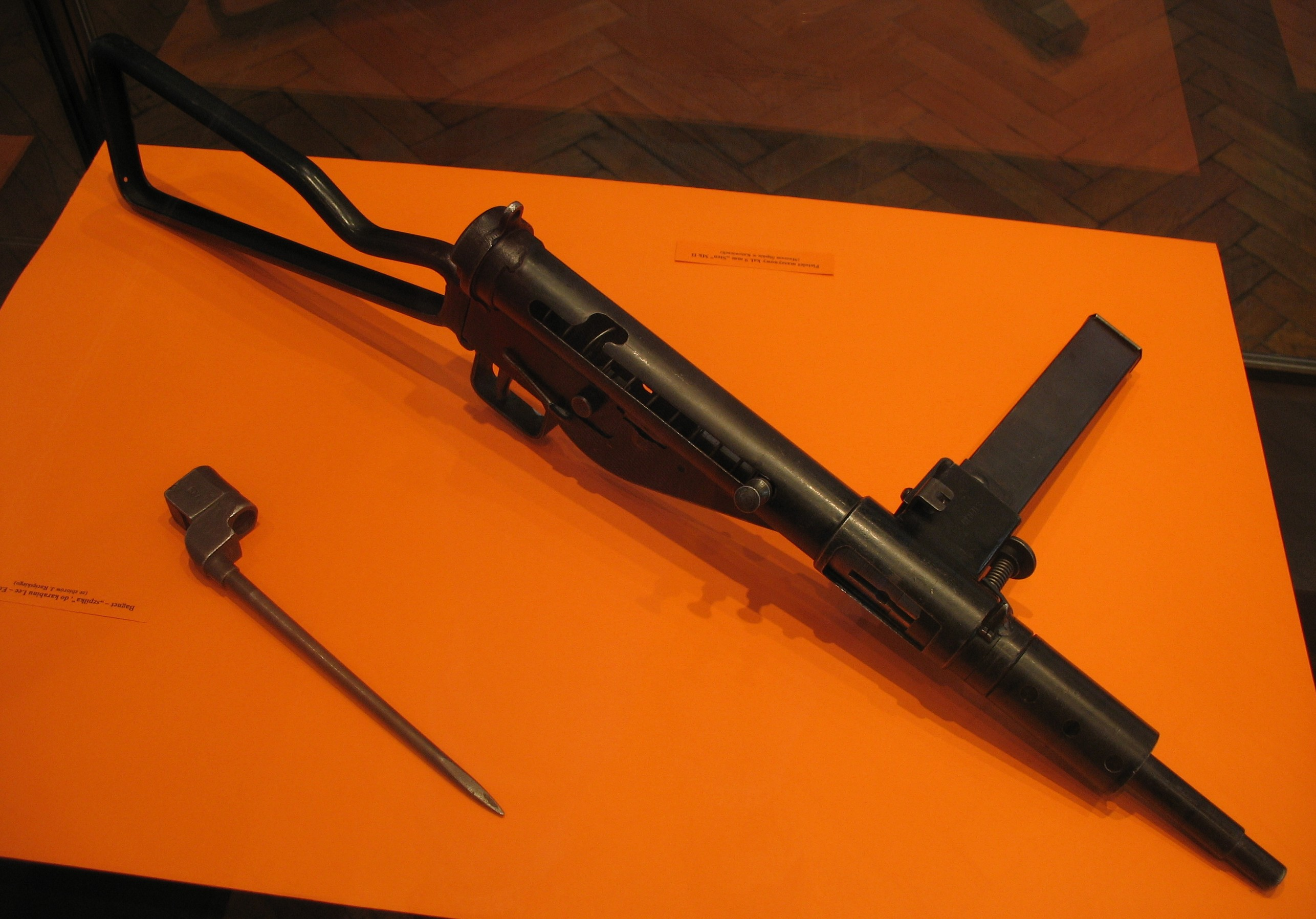
STEN Mk II s bodákem a rámovou ramenní opěrkou
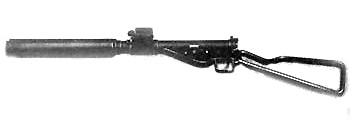
STEN Mk VI s tlumičem
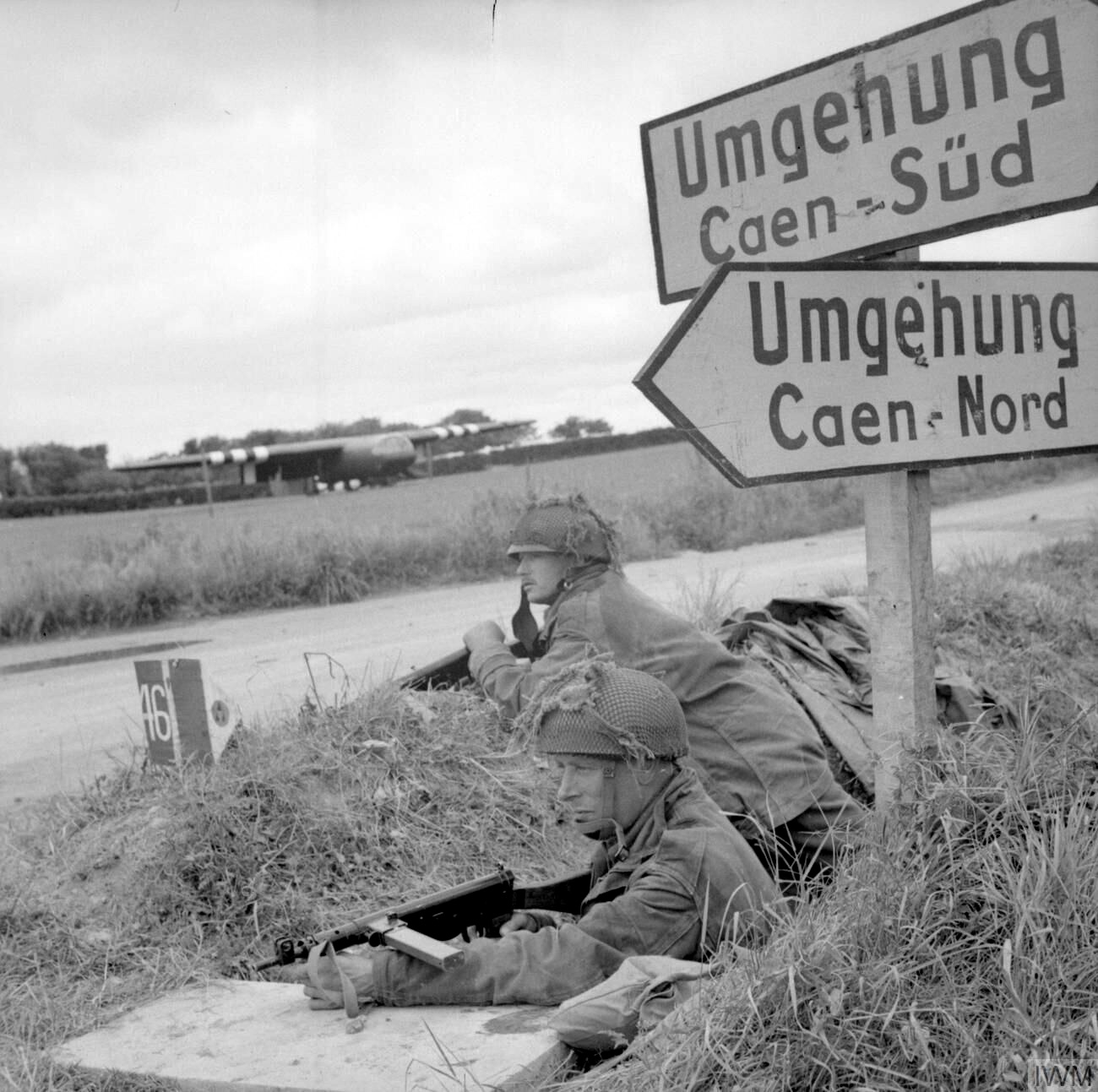
Britští výsadkáři vyzbrojení samopalem STEN Mk V
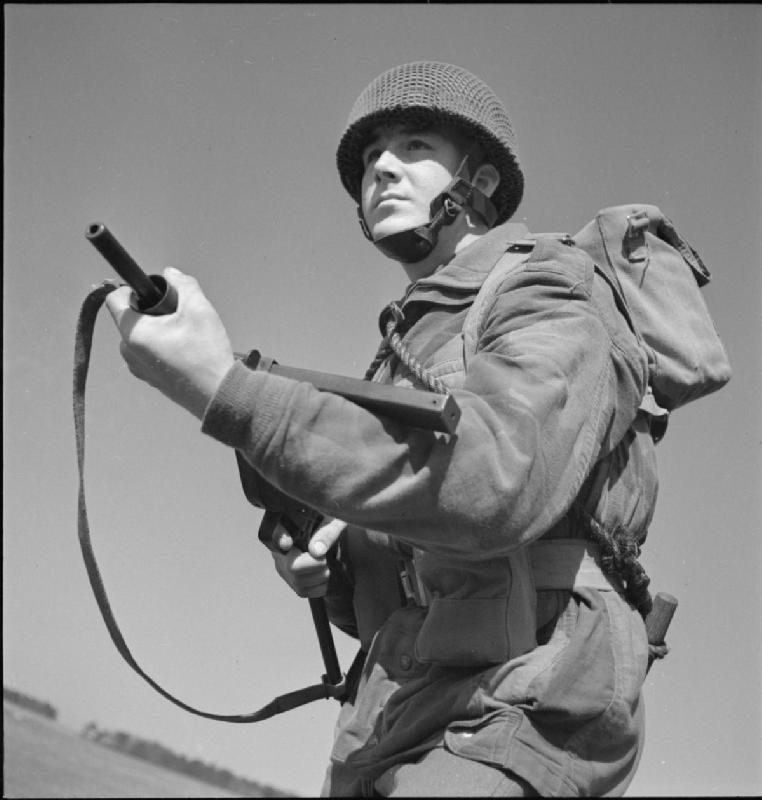
Britský voják správně držící samopal Sten